# Sebastian (film, 2011)
Pour les articles homonymes, voir Sebastian.
Ne doit pas être confondu avec Sebastian (film, 2024).

Sebastian est un thriller américain indépendant réalisé par Gregori J. Martin et produit par Gruntworks Entertainment. Bien qu'initialement prévu pour le 22 avril 2010 et plus tard poussé à mai, le film est sorti en 2011.

## Fiche technique
- Réalisateur : Gregori J. Martin
- Scénario : Russel Urquhart
- Technicien du son : Brent
- Montage : T.J. Applestance
- Distribution des rôles : Hassan Medina
- Image : Matthias Schubert
- Fortmat : 2,35:1
- Directeur de production : Porter Lont / Underhill
- Maquillage : Steven Aparicio, Charlene De La Torre, Travis Dixon, Eric Kirker, Alicia Serra
- Budget : 3,000,000 $
- Année de sortie :2011

## Synopsis
Une jeune femme, Miranda Barnes (Meadow Williams), est atteinte d'un cancer dont elle ne survivra pas. Mais un soir, en décrochant son téléphone, un jeune garçon nommé Sebastian (Daeg Faerch) prétend être l'âme de son enfant abandonnée. Ils concluent un pacte dans lequel Miranda guérit, mais si elle commet des vices, le jeune garçon sera obligé de tuer quelqu'un...

## Acteurs
- Daeg Faerch : Sebastian
- Meadow Williams : Miranda Barnes
- Betsy Rue : Carly Roebuck
- Greg Vaughan : Dr David Zigler
- Dee Wallace : Barbara échantillion
- Meg Foster : Gloria
- Lisa Wilcox : Pamela Boyd
- Brody Hutzler : Lester Abbott
- Joe Estevez : Conrad Barnes
- Caroline Williams : Olivia Barnes
- Kym Whitley (en) : Roxanne
- Mickey Faerch Homeless Woman

## Tournage
- Le film a été en partie tourné à Lacy Street Production Center, 2630 Lacy Street à Los Angeles, Californie.
- Le tournage du film a commencé le 27 octobre 2009 et s'est achevé le 22 novembre 2009.